# Mulleriblattina
Mulleriblattina – wymarły rząd karaczanów z rodziny Nocticolidae z okresu kredy opisany na przykładzie okazu znalezionego w kawałku bursztynu wydobytego w mjanmarskiej dolinie Hukawng i nazwanego Mulleriblattina bowangi. Osobniki tego gatunku żyły w jaskiniach, prawdopodobnie żywiąc się odchodami kręgowców.